# 올레 비쇼프
올레 비쇼프(독일어: Ole Bischof, 1979년 8월 27일~)는 독일의 전직 유도 선수이다.  2008 베이징 올림픽에서 81Kg급 유도에서 금메달을 차지하였으며, 2012년 런던 올림픽에서 은메달을 획득하였다. 특히 두 경기 모두 대한민국의 김재범을 상대로 획득한 것이며, 비쇼프는 두번 모두 김재범의 손을 들어주는 매너있는 자세는 몰론 승리한 상대선수를 진심으로 축하해주는 품격있고 뛰어난 스포맨쉽을 보여주며 많은 이들의 박수를 받았다.

## 생애
로이틀링겐 출신이다. TSG 로이틀링겐에 입단하여 1984년 하계 올림픽 유도 금메달리스트인 프랑크 비네케의 밑에서 훈련을 받았다. 1997년 18세의 나이로 독일 U-21 우승자가 되었다. 4년 후에 그는 남성 부분에서 독일 챔피언의 타이틀을 우승하면서 자신의 성공을 지속하였다. 이어서 더 많은 국제 경연에 다수의 메달을 따고 2005년 유럽 챔피언이 되었다.
2001년 TSG 로이틀링겐을 떠나 TSV 아벤스베르크로 이적했다. 그는 아벤스베르크 팀 소속으로 2002년부터 2006년까지 유럽 클럽 선수권 대회를 제패했다.
2008년 하계 올림픽에서는 2000년 하계 올림픽 은메달리스트인 브라질의 치아구 카밀루와 2004년 하계 올림픽 은메달리스트인 우크라이나의 로만 혼튜크를 꺾었으며, 결승에 진출했다. 그는 결승에서 대한민국의 김재범을 꺾으면서 금메달을 획득하였다. 4년 후런던에서 열린 2012년 하계 올림픽에서 다시 김재범과 결승전에서 만나 패하였다. 이후 같은 해 9월에 은퇴를 선언하였다.
선수 활동을 병행하면서 쾰른 대학교에서 경제학을 전공하여 디플로마 학위를 취득하였다. 2012년 12월부터 프라이스워터하우스쿠퍼스에서 상담 고문으로 일했으며, 2014년에 독일 올림픽 체육 연맹 부회장을 역임했다.